# Гранберг, Пер Адольф
Пер Адольф Гранберг (швед. Per Adolf Granberg; 17 апреля 1770, Гётеборг — 5 февраля 1841, Стокгольм) — шведский писатель

, поэт, публицист, переводчик, историк.

## Биография
Родился в семье обанкротившегося торговца, работавшего в шведской Ост-Индской компании. В течение 1790-х годов зарабатывал на жизнь частным репетиторством, в том числе по английскому и французскому языкам.
В начале XIX века поселился в Стокгольме, где вместе с Карлом Эльменом основал типографию.
В 1803 году работал клерком в Камерном колледже и занимал эту должность до 1807 года.
Начал свою литературную деятельность лирическими стихотворениями и драматическими произведениями. В 1798 году вышел его первый сборник стихов «Strödde arbeten». Плодовитый писатель. Автор ряда работ по истории Швеции, в том числе три тома о Кальмарской унии и карманного словаря английско-шведского языка.
Известность приобрёл выдающимися трудами в области истории и статистики: «Kalmare Unionens Historia» (1807—11); «Historisk tafla af Gustaf IV Adolfs sednaste Regeringsår» (1810—11); «Skandinaviens Historia under Konungarne af Folkunga-Aetten» (1819); «Om Sveriges Penningeväsen, Hushållsystem etc.» (1840) и другие.
Его перевод пьесы Шекспира «Гамлет» был показан в театре «Арсенал». Был секретарём Королевского общества публикации рукописей по истории Скандинавии. В 1816 году стал секретарём в Управлении морских дел Швеции. С 1822 года входил в редакцию газеты «Анмаркарен», где занимался экономическими и статистическими вопросами. С 1826 года был секретарем Сельскохозяйственной академии и публиковал труды по экономике и бизнесу.
В 1803 году был удостоен премии Шведской академии. Его опера «Йорунд» также была удостоена премии Шведской академии в 1812 году.